# Ulrich II. von Münzenberg
Ulrich II. von Hagen-Münzenberg († 11. August 1255) war kaiserlicher Reichsministeriale und der letzte männliche Nachkomme der Familie von Hagen-Münzenberg.

## Leben
Die aus der kaiserlichen Ministerialendynastie der (Heusenstamm-) Hagener hervorgegangene Familie der Reichsministerialen Kämmerer von Münzenberg war über drei Generationen diese Region mitgestaltende treibende weltliche Kraft im Gebiet der Wetterau. Ulrich II. war der einzige Sohn Ulrichs I. von Münzenberg und dessen zweiter Frau Adelheid, einer Tochter des Grafen Rudolf II. von Ziegenhain. Damit war er Enkel von Kuno I. von Münzenberg und (Halb-)Bruder von Adelheid von Münzenberg. Er selbst war mit Helwig von Weinsberg verheiratet, welche im Dezember 1254 verstarb. Die Ehe blieb kinderlos. Um doch noch Kinder zu bekommen, hatte das Paar 1254 dem Mainzer Domkapitel in der Hoffnung auf dessen Fürbitte 1254 das Patronatsrecht der Kirche des Johannisbergs bei Nauheim übertragen. Bereits 1252 stiftete er das Kloster Patershausen, wo seine Tante Lukardis von Ziegenhain erste Äbtissin wurde. In seinen ersten Urkunden bis zum kinderlosen Tod seines älteren Stiefbruders Kuno III. von Münzenberg 1244 wurde er noch als Herr von Tannenberg (Burg bei Seeheim-Jugenheim an der hessischen Bergstrasse) beurkundet.
Als Kämmerer des Reiches stellte er sich ab 1247 gegen die Staufer auf die Seite des Gegenkönigs Wilhelms von Holland, befand sich in dessen Hoflager und nahm an der Belagerung der Burg Caub und der Kaiserpfalz Ingelheim teil.
Durch die Bickenbacher (der Familie seiner Urgroßmutter) und Diether von Katzenellenbogen wurde ihm im Zusammenhang mit Vogteirechtsstreitigkeiten in Trebur Fehde erklärt. Auf dem Weg von Burg Tannenberg bei Seeheim-Jugenheim im Odenwald zu einem geplanten Treffen des Rheinischen Städtebundes in Worms starb er am 11. August 1255 an erlittenen Kampfverletzungen, sechs Monate nach seinem am 25. Februar des gleichen Jahres verstorbenen Vater. Sein Erbe, die sogenannte Münzenberger Erbschaft, fiel an die Familien seiner sechs weltlich gebliebenen Schwestern. Die siebte, eine Stiefschwester aus väterlicher Erstehe, war Nonne (und ihrer Tante Lukardis nachfolgende zweite Äbtissin) des Klosters Patershausen.
Ulrich war der im Mannesstamm letzte Münzenberger.